# Cle Kooiman
Christopher Clemence Kooiman (Ontario, 3 luglio 1963) è un ex calciatore statunitense, di ruolo difensore.